# Палмер, Ральф, 12-й барон Лукас и 8-й лорд Дингуолл
Ральф Мэтью Палмер, 12-й барон Лукас и 8-й лорд Дингуолл (англ. Ralph Matthew Palmer, 12th Baron Lucas and 8th Lord Dingwall; родился 7 июня 1951 года) — британский аристократ, официально именуемый лордом Лукасом и Дингуоллом. Один из наследственных пэров, избранных остаться в Палате лордов после принятия Закона о Палате лордов 1999 года, заседая в качестве консерватора. Он унаследовал свои титулы после смерти своей матери в 1991 году, служил кнутом тори Палате лордов в 1994—1997 в течение последних трех лет правительства Джона Мейджора и продолжает служить в качестве заднескамеечника. Известный в целом и профессионально как Ральф Лукас, в 2000 году он стал владельцем и издателем Good Schools Guide.

## Происхождение
Леди Флоренс Амабель Купер (1837—1886), дочь Джорджа Купера, 6-го графа Купера (1806—1856), вышла замуж за Оберона Герберта (1838—1906) и унаследовала баронство Лукас из Крудвелла (от своего деда Томаса де Грея, 2-го графа де Грея) и лордство Дингуолл (от своего дяди Фрэнсиса Купера, 7-го графа Купера). Они были родителями четырех детей, в том числе Нэн Ино Купер, 10-й баронессы Лукас (1880—1958), бабушки Ральфа Лукаса по материнской линии, и её старшей дочери, Энн Розмари Купер (1919—1991), которая вышла замуж за майора достопочтенного Роберта Джослина Палмера (сына Раунделла Палмера, 3-го графа Селборна).

## Ранняя жизнь
Родился 7 июня 1951 года. Старший сын Анны Палмер, 11-й баронессы Лукас и 7-й леди Дингуолл (1919—1991) и майора Роберта Джослина Палмера (1919—1991), третьего сына 3-го графа Селборна. Учился в Твайфордской школе и Итонском колледже.
Во время своего перерыва в 1969 году он сопровождал профессора Томаса Фредерика Хевера и бригадира Брайана Мортимера Арчибальда через Афганистан и Иран, собирая растения для садов Кью и Королевского садоводческого общества в качестве частной экспедиции. Он вернулся к изучению физики в колледже Баллиол в Оксфорде.
Последующий интерес к физике и ботанике должен был помочь выиграть Университетский вызов много лет спустя, когда он участвовал в команде Палаты лордов в серии «Профессионалы» 2004 года. Это не так.

## Работа и интересы
Он принимал статьи в качестве дипломированного бухгалтера в Farrow, Bersey, Gain, Vincent & Co и фирмах-преемниках, а также работал в SG Warburg & Co. Ltd. с 1976 по 1988 год.
После смерти его матери в 1991 году он сменил ее на посту 12-го барона Лукаса и 8-го лорда Дингуолла. В настоящее время он является владельцем The Good Schools Guide.
Он был лордом в ожидании (правительственный кнут в Палате лордов) в 1994—1997 годах и теневым министром лордов по международному развитию в 1997—1998 годах. Он остается активным сторонником, проявляя особый интерес к образованию, свободе, электронному правительству, планированию, финансам и регулированию парковки.
В 1995 году Ральф Лукас женился на Аманде Атха, соучредительнице с Сарой Драммонд The Good Schools Guide, стал владельцем, издателем и редактором руководства в 2000 году; в 2006 году он добавил в справочник международные школы за рубежом.
Как редактор «Путеводителя по хорошим школам» Ральф Лукас подчеркнул постоянное совершенствование государственных школ и школ с особыми образовательными потребностями: в первом издании «Путеводителя по хорошим школам» в 1986 году было указано всего десять государственных школ — 4 процента от общего числа; к изданию 2016 г. было проверено более 300 государственных школ, что составляет четверть из 1200 школ, проверенных в том году. В выпуске 2019 года почти 400 из 1297 школ, выбранных для обзора, были государственными, а 140 — школами SEN.
Ральф Лукас прокомментировал государственные школы как сильных конкурентов для самых талантливых учеников, говоря: «Многие подготовительные школы сталкиваются с „медленной и нежной спокойной ночью“ в результате быстрого улучшения государственных начальных школ и частных репетиторов» . Он выразил обеспокоенность по поводу опасностей репетиторов-шарлатанов для очень маленьких детей и предупредил о постоянно растущей плате за обучение в независимых школах.
На вопрос журналиста, почему историки становятся лучшими школьными руководителями, он ответил: «Эта тема сочетает в себе увлечение человечностью (весьма необходимое для хорошего управления школой), дисциплинированность слов и рассказов и глубокое изучение того, как добиться успеха в качестве директора».
Унаследовав свой титул и оставшись на выборах своих коллег, Ральф Лукас продолжает активно работать в Палате лордов. Он работал в комитетах, занимающихся цифровыми навыками, возрождением приморских городов, цифровыми технологиями и демократией. Он возглавляет Группу по реформе правоохранительного законодательства. Он сыграл важную роль в добавлении того, что стало известно как поправка Лукаса: «Извинения, предложение лечения или иного возмещения ущерба сами по себе не должны приравниваться к признанию небрежности или нарушения установленных законом обязанностей» к Закону о компенсации 2006 года, позволяющему людям извиниться перед жертвами без судебного наказания.
Он познакомился со своей третьей женой, Антонией Рубинштейн, когда работал покровителем благотворительной организации по реформированию тюрем Safe Ground и сыграл важную роль в создании проекта семейных отношений «Семьянин и отцы внутри».
Ральф Лукас принимал участие в развитии отношений между Проектом «Эдем» и Истборном.
Он стал членом Института дипломированных бухгалтеров Англии и Уэльса (FCA) в 1986 году и является ливерименом Worshipful Company of Mercers.

## Браки и дети
Ральф Палмер был трижды женат. 22 июля 1978 года он женился первым браком на Клариссе Мэри Локетт (род. 1955). Они развелись в 1995 году после рождения двоих детей:
- Достопочтенная Ханна Рейчел Элиза Палмер (род. 1984)
- Достопочтенный Льюис Эдвард Палмер (род. 7 декабря 1987), наследник баронства и лордства.

В 1995 году барон Лукас женился вторым браком на Аманде Ахте, умершей в 2000 году.
В 2001 году Ральф Палмер женился третьим браком на Антонии Кеннеди Рубинштейн, от брака с которой у него есть одна дочь:
- Достопочтенная Фрейя Энн Палмер (род. 2002)